# Монастырь (роман)
«Монасты́рь» (англ. The Monastery) — исторический роман Вальтера Скотта, опубликованный в марте 1820 года. Большая часть была написана в январе—феврале того же года. Он был прохладно встречен публикой и критиками, хотя было несколько весьма положительных отзывов, в частности, в Gentleman’s Magazine. Однако популярность Скотта после выхода «Айвенго» предопределила коммерческий успех «Монастыря». Монастырь, давший название роману, — это аббатство Мелроз, в состав обширных владений которого когда-то входило имение Скотта Эбботсфорд, а развалины можно было увидеть с холмов, окружающих замок Скотта.
«Монастырь», вместе с романом «Аббат», входит в цикл «Tales from Benedictine Sources». Эти произведения связаны несколькими действующими лицами и общей темой: в них описывается развитие и торжество протестантизма в Шотландии.

## Предыстория
Скотт объявил о своих планах на написание новой книги в письме к своему литературному агенту Джону Баллантайну 2 августа 1819 года, когда ещё продолжал работу над вторым томом «Айвенго». Хотя со времен «Роба Роя» писатель решил публиковаться у Арчибальда Констебла, на сей раз он передал другому издательству право рекламировать, продавать и распространять роман в своём регионе. Скотт поручил Баллантайну связаться с лондонской фирмой Longman, Hurst, Rees, Orme, and Brown. Это было сделано по финансовым соображениям, в частности, из-за ужесточения условий кредитования шотландских банков и низкой кредитоспособности издательства Констебла. Лондонская компания могла гарантированно обеспечить Скотту аванс, необходимый для оплаты расходов его сына в армии, а также для расширения поместья Эбботсфорд. Первоначально Скотт рассчитывал на прибыль от «Айвенго», однако, к августу стало ясно, что нехватка бумаги в издательстве Джеймса Баллантайна серьёзно замедлит процесс публикации романа. Эти факторы вынудили автора обратиться к Longman, Hurst, Rees, Orme, and Brown.